# 莫朗日斯 (马恩省)
莫朗日斯（法語：Morangis，法語：[mɔʁɑ̃ʒis] ⓘ）是法国马恩省的一个市镇，属于埃佩尔奈区和埃佩尔奈第二县（Épernay-2）。该市镇总面积8.65平方公里，2009年时的人口为297人。

## 人口
莫朗日斯人口变化图示